# Закупленье (Кличевский район)
Закупленье (бел. Закупленьне) — деревня в Долговском сельсовете Кличевского района Могилёвской области.

## География

### Расположение
В 60 км от Могилёва, в 15 км от железнодорожной станции Друть (железная дорога Могилев — Осиповичи).

### Водная система
Река Должанка, приток Друти.

## История

### Речь Посполитая
Известно с XVIII века, входило в состав Быховского графства.

### Российская империя
Недалеко от деревни, на месте нынешнего посёлка Вестник, располагался фольварк Закупленье — центр одноимённого имения, в состав которого входили деревни Ядреная Слобода, Новая Слободка, Должанка, а позднее и Брилёвка. В имении — 5 287 десятин земли.

В 1826 имение продано князьями Сапегами помещику Ксаверию Казимировичу Млечко, который умер в 1829 , имение было унаследовано его братом Евстафием Казимировичем Млечко. В 1833—1834 имение в аренде у помещика штабс-капитана Селявы на условиях выплаты аренды в размере 8 000 рублей ассигнациями в год. Под крестьянами в имении пахотной земли 105,25 уволок.

В 1833—1873 корчма и мельница, которые, в нарушение закона, арендовал еврей Лейба Осиновский. Евреи проживали и в 1839, о чём свидетельствует полицейский донос.

В 1837 имение продано помещикам Фоме Францевичу и Фекле Кондратьевне Манкевичам.

В 1873 имение продано за 27 000 рублей подполковнику Генерального штаба Ивану Ксаверьевичу Кукелю и его жене Марии Михайловне.

В составе прихода Троицкой церкви в селе Городище Быховского уезда.

В 1883 основана школа (учитель — приходской священник).

## Старосты Закупленья
- Ананья Васильевич (1833)
- Яким Тимохович (1834)
- Савастей Ананьевич Козлов (1865)
- Ляксей Матвеевич Силин (1914—1915)
- Автих Кондратович Кравцов (1919)

## Список домохозяев Закупленья в1917году
1. Романов Дмитрий
2. Романов Антон
3. Романов Иван 1-й
4. Романов Иван 2-й
5. Целодонов Афанасий
6. Лапков Корней
7. Лапков Тит
8. Лапков Красан
9. Силин Григорий
10. Кравцов Стефан
11. Козлов Аврам
12. Козлов Онуфрий
13. Воробьев Павел
14. Кравцов Михей
15. Прохоренко Яким
16. Прохоренко Алексей
17. Козлова Гликерия
18. Бычкова Юлия
19. Евдокимов Сергей
20. Козлов Александр
21. Козлов Андрей
22. Козлов Яков
23. Козлов Иван
24. Козлов Михаил
25. Козлов Лукьян
26. Козлов Андрей
27. Козлова Татьяна
28. Козлов Лаврен
29. Беляев Онуфрий
30. Беляев Максим
31. Кононов Максим
32. Кононов Петр
33. Кононов Трофим
34. Кононов Матвей
35. Силин Владимир
36. Силина Христина
37. Силин Наум
38. Минин Алексей
39. Минин Тимофей
40. Минин Николай
41. Лямцев Алексей
42. Лямцев Радион
43. Берков Григорий
44. Беркова Серафима
45. Харитонов Мирон
46. Биндюков Иван
47. Биндюков Тихон
48. Биндюков Михаил
49. Целодонов Иосиф
50. Целодонов Лукьян
51. Дубков Михаил
52. Дубкова Мария
53. Силин Алексей
54. Винников Иосиф
55. Винников Федор
56. Циликов Радион
57. Дитченков Яков
58. Дитченков Герасим
59. Кравцов Евтих
60. Кравцов Марк
61. Кравцов Стефан
62. Кравцов Иван
63. Кравцов Кирилл
64. Кравцов Прокоп
65. Шухнов Иван
66. Воробьев Филипп
67. Воробьев Елисей
68. Кравцова Зиновия
69. Дитченков Иван
70. Ефремов Дмитрий
71. Тиликов Игнат
72. Шухнов Павел
73. Шухнов Иван
74. Волчков Ефим
75. Чечетко Ефим
76. Чечетко Макрида
77. Ковалев Антон
78. Ковалевский Максим
79. Прохоренко Макар
80. Лободов Андрей
81. Шухнова Ксения
82. Железняков Павел
83. Кононов Иван
84. Ефремов Павел
85. Ефремов Мирон
86. Ефремов Гавриил
87. Тетерюков Василий
88. Тетерюков Федор
89. Тетерюков Тимофей
90. Лободов Лазарь
91. Лободов Иван
92. Лободов Тит
93. Пинчуков Никанор
94. Ефремов Алексей
95. Лободов Иван
96. Железняков Игнат
97. Ефремов Никита
98. Ковалевский Алексей
99. Ковалевский Павел
100. Ковалевский Аверьян
101. Пинчуков Роман
102. Пинчуков Игнат
103. Пинчуков Марк
104. Прохоренко Стефан
105. Суковский Иван
106. Чечетко Матвей
107. Железняков Ефрем